# Рејтаун (Мисури)
Рејтаун (енгл. Raytown) град је у америчкој савезној држави Мисури.

## Демографија
По попису из 2010. године број становника је 29.526, што је 862 (-2,8%) становника мање него 2000. године.
| Група             | 2000.          | 2010.          |
| Белци             | 25.233 (83,0%) | 19.274 (65,3%) |
| Афроамериканци    | 3.567 (11,7%)  | 7.421 (25,1%)  |
| Азијати           | 233 (0,8%)     | 301 (1,0%)     |
| Хиспаноамериканци | 712 (2,3%)     | 1.513 (5,1%)   |
| Укупно            | 30.388         | 29.526         |